# Bohdaniszki (gmina Ławaryszki)
Bohdaniszki (lit. Bagdoniškės) − opuszczona kolonia na Litwie, w okręgu wileńskim, w rejonie wileńskim, w gminie Ławaryszki.

## Historia
W dwudziestoleciu międzywojennym leżały w Polsce, w województwie wileńskim, w powiecie wileńsko-trockim, w gminie Mickuny.
Po II wojnie światowej w granicach Związku Sowieckiego. Od 1991 na niepodległej Litwie.